# Global Aviation
Global Aviation — авіатранспортна лізингова компанія зі штаб-квартирою в Йоганнесбурзі (ПАР) і офісами на Гібралтарі та в місті Ірвайн (Каліфорнія), надає в оренду пасажирські та вантажні повітряні судна цивільним авіакомпаніям.
Заснована в 2001 році, компанія Global Aviation в даний час[коли?] володіє флотом з двадцяти повітряних суден, що працюють у різних районах світу, включаючи Північну, Центральну та Південну Африку, Близький Схід і Європу.

## Флот
Станом на 16 серпня 2009 року повітряний флот Global Aviation становили такі літаки:
- 15 McDonnell Douglas DC-9-32 (3 лайнера в оренду Air One Nine та три — в оренді в авіакомпанії Gryphon Airlines)
- 3 McDonnell Douglas DC-10
- 2 McDonnell Douglas MD-82